# ستيفن بي. ألين
ستيفن بي. ألين (بالإنجليزية: Stephen B. Allen)‏ هو مبشر أمريكي، ولد في 12 يناير 1950 في سولت ليك في الولايات المتحدة.

## وصلات خارجية
- ستيفن بي. ألين على موقع IMDb (الإنجليزية)